# Asterella rugosa
Asterella rugosa là một loài rêu trong họ Aytoniaceae. Loài này được A. Evans mô tả khoa học đầu tiên năm 1902. Danh pháp khoa học của loài này chưa được làm sáng tỏ. 